# Відслонення п'ятої тераси Дністра
Відсло́нення п'я́тої тера́си Дністра́ — геологічна пам'ятка природи місцевого значення в Україні. Розташована на території Заліщицької міської громади Чортківського району Тернопільської області, на північний схід від села Добрівляни і на південь від села Бедриківці, в межах лісового урочища «Криве».
Площа — 0,1 га, статус отриманий у 1983 році. Перебуває у віданні ДП «Чортківське лісове господарство» (Заліщицьке лісництво, кв. 80, вид. 20).
Під охороною — товща давніх алювіальних відкладів потужністю 5—8 м, розташована у верхній частині стрімкого схилу долини Дністра на висоті бл. 80 м над рівнем річки.
У 2010 р. пам'ятка природи увійшла до складу національного природного парку «Дністровський каньйон».